# Stagecoach to Fury
Stagecoach to Fury (Brasil: Prisioneiro do Ouro / Portugal: Diligência do Medo) é um filme norte-americano de 1956, do gênero faroeste, dirigido por William F. Claxton e estrelado por Forrest Tucker e Mari Blanchard.